# مسجد جامع قزوین
مسجد جامع قزوین یا مسجد جامع عتیق یا مسجد جامع کبیر از بزرگ‌ترین مساجد ایران و کهن‌ترین مسجدجامع ایران است. بنای نخست آن بر روی آتشکده‌ء دوران ساسانیان ساخته شده است. و برپایه گزارش‌های استوار این سازه نخست یک آتشکده بوده است که در روند اسلامی سازی ایران به مسجد دگردیسه گشته است و هم‌اکنون نیز بیشتر بخش‌های آتشکده دربخش ایوان جنوبی بوده است. این مسجد به شبوه چهار ایوانی است ک نماد سازه‌های آتشکده در ایران بوده است. و در شهر قزوین جای دارد. این سازه به فرمان هارون‌الرشید و به سال ۱۹۲ هجری ساخته شده است. در یورش مغولان به قزوین و از آن جا که مهم‌ترین مسجد شهر بوده، بخشی از آن (و از جمله ایوان جنوبی) تخریب گشته ولی در دوره‌های پسین بازسازی گردیده است.
سازه‌های معماری چند دوره در این سازه دیده می‌گردد و دیرینه‌ترین بخش آن از آن سدهٔ دوم اسلامی است. ایوان‌ها در دوره صفوی بازسازی شده ولی ایوان شرقی در دوره قاجار بازسازی گردیده است.
ساخت مقصوره خمارتاشی در کنج جنوبی مسجد به دستور امیر خمار تاش ابن عبداله عمادی، وزیر سلطان ملکشاه سلجوقی به سال ۵۰۰ هجری قمری انجام شد. کتیبه‌هایی به ۵ ردیف نیز نیز به خط کوفی گلدار، نسخ و ثلث در این مکان دیده می‌شود.

## اطلاعات معماری

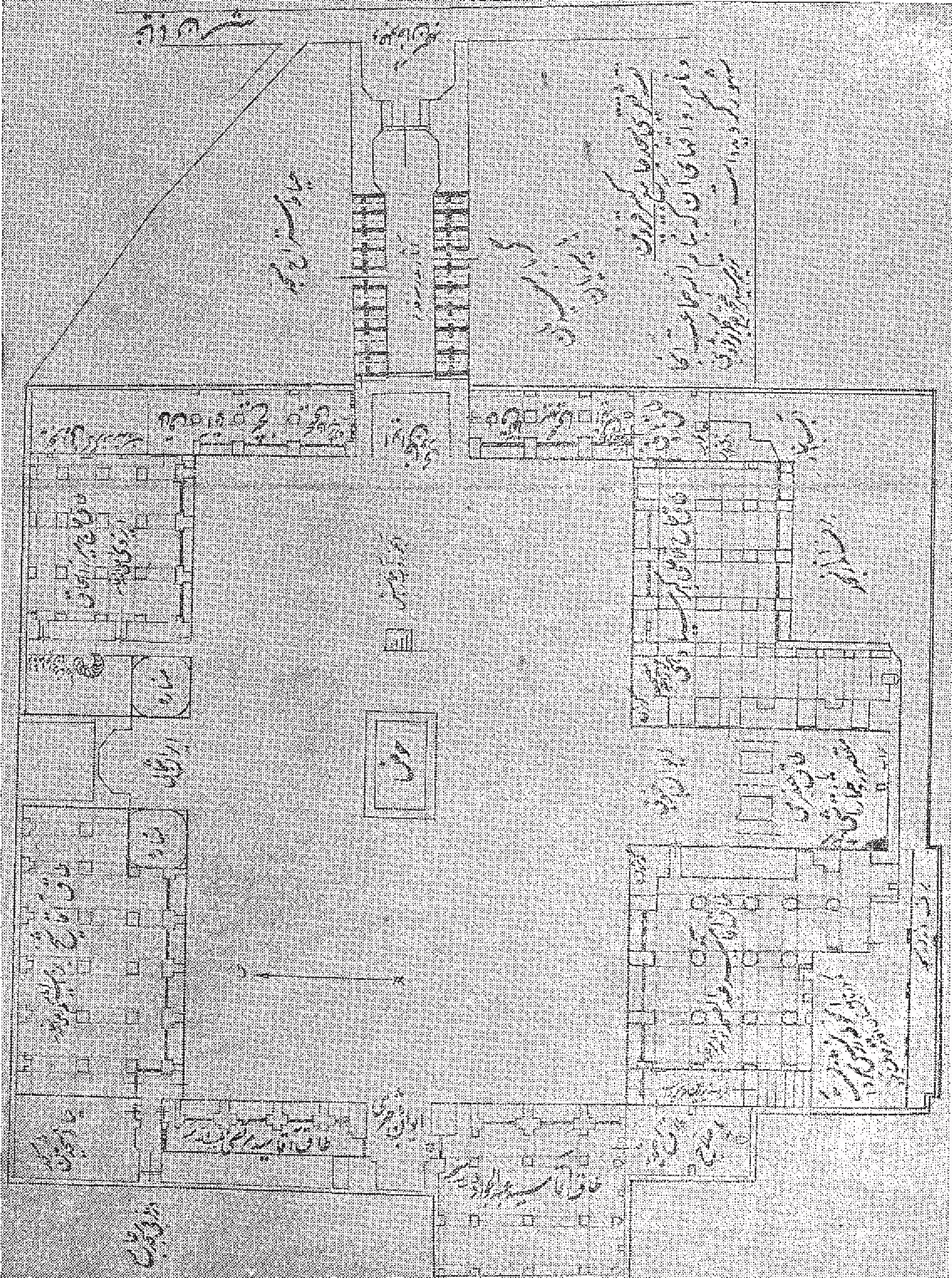
نقشه تقریبی مسجد جامع قزوین و نام رواق‌های آن، ترسیم محمدعلی گلریز

مسجد جامع عتیق که بی شک یکی از مقدس‌ترین مکان‌های شهر قزوین به‌شمار می‌رود، با مساحت حدود ۳۵۰۰ متر مربع از چهار در ورودی و صحن تشکیل و برای هر کدام یک ایوان بزرگ ساخت شده است. صحن‌ها به همراه گنبد و مناره‌ها از نمونه‌های بسیار زیبای معماری اسلامی و سنتی ایران به‌شمار می‌روند.
سبک معماری این مسجد مربوط به دوره سلجوقی و صفوی بوده و به باقی بناهای ساخته شده در این دوران‌ها تشابه زیادی دارد.
این مسجد در قرن هفتم درهای متعدد داشته است که در کتاب «التدوین فی اخبار قزوین» تألیف عبدالکریم رافعی از آن‌ها یاد شده است. در حال حاضر مسجد دو ورودی دارد. ورودی اصلی در مشرق و ورودی فرعی در شمال غرب ساختمان قرار گرفته است. ورودی اصلی سردری باشکوه دارد که سازنده آن شناخته نیست، اما بر اساس کتیبه‌های موجود در سال ۱۱۹۱ قمری توسط فردی به نام «محمدصادق» از اهالی قزوین مرمت شده است و بار دیگر نیز در سال ۱۲۵۱ قمری توسط علی‌نقی میرزا پسر فتحعلی‌شاه که در آن هنگام فرمان‌روای قزوین بود، مرمت شد. آخرین بار نیز در سال ۱۳۵۳ قمری، حاج مهدی معمار قزوینی سردر و هشتی آن را تغییراتی داده و با آجرتراش بازسازی نموده است.
پس از ورودی اصلی حیاط باریک و دراز واقع شده است که عرض آن بیست متر و در شمال و جنوب آن حجره‌هایی ساخته بودند که تا پیش از دوران معاصر، مسکن فقرا و بیماران بود و در دوره پهلوی حجره‌ها را مسدود کردند. این حیاط احتمالاً بازمانده مدرسه‌ای قدیمی است. در انتهای این حیاط، دری دیگر و در پشت آن کریاسی زیبا قرار دارد که به حیاط بزرگ مسجد وارد می‌شود.
بزرگ‌ترین ایوان مسجد، ایوان جنوبی آن است که از لحاظ عظمت و اسلوب ساختمان و تزئینات از شاهکارهای معماری ایران شمرده می‌شود. بانی این ایوان شاه عباس دوم پادشاه صفوی است که در سال ۱۰۶۹ به اتمام آن موفق گردیده است.
ایوان شمالی با دو مناره بلند که در طرفین آن قرار دارد و با کاشی‌های رنگانگ مزین است، به احتمال قوی از بناهای شاه طهماسب صفوی است، اما به دلیل گذشت زمان کتیبه آن از میان رفته است و نمی‌توان در این زمینه با قطعیت اظهار نظر کرد. کاشی‌های این ایوان و مناره‌های به مرور زمان ریخته و از میان رفته بود تا آنکه در بین سال‌های ۱۳۱۲–۱۳۱۳ قمری به دستور علی‌اصغر اتابک توسط سعدالسلطنه، حاکم وقت قزوین، تعمیر شد.
تاق جعفری یا مقصوره خمارتاشی پشت ایوان جنوبی قرار دارد که کار ساختمان آن در شوال ۵۰۰ قمری به دستور امیرزاهد خمارتاش بن عبدالله عمادی آغاز شد و در رجب سال ۵۰۹ پایان یافت. روسازی این گنبد از کاشی لاجوردی است و توسط سعدالسلطنه انجام شده است. در وسط دیوار جنوبی مقصوره، محرابی است که از سنگ‌های مرمر صیقلی و شفاف بنا شده و با کاشی‌های رنگارنگ زینت یافته است. قطعه مرمری که در وسط محراب است نازک و شفاف است به طوری که تابش آفتاب از آن عبور می‌کند.
هریک از رواق‌های اطراف حیاط به نام امام‌جماعت و پیشنمازی که زمانی در آنجا نماز می‌کرده است معروف شده است. رواق‌های شرقی از همه باریک‌تر و رواق‌های جنوبی از رواق‌های دیگر بزرگتر و وسیع‌تر است. در بخش شمالی حیاط رواق‌ها حدود یک متر از کف حیاط بالاتر است ولی در دو طرف شرقی و غربی بیش از نیم متر از کف حیاط ارتفاع ندارد. نمای خارجی رواق‌های جنوبی از هر طرف چهار تاق‌نماست و نمای رواق‌های شرقی و غربی، از هر طرف سه تاق‌نماست و در ایوان شمالی از هر طرف پنج تاق‌نما.
در بین رواق‌های جنوبی دو صفه موجود است که یه یکی به نام «تاق هرونی» شهرت دارد و بنای آن منسوب به هارون‌الرشید است. صفه دیگر، تاق احمدیه یا تاق حلاج است. رواقی که در مغرب ایوان جنوبی است و همچنین سرداب یا زیرزمین مسجد را که در تابستان اقامه نماز جماعت و مجلس وعظ در آن منعقد می‌شد، سعدالسلطنه حکمران قزوین به هزینه و دستور علی‌اصغرخان اتابک در سال آخر سلطنت ناصرالدین‌شاه بنا کرده است و رواق واقع در جنوب ایوان غربی را حاج محمدعلی که یکی از تجار قزوین بوده است، به سال ۱۳۲۰ قمری بنیان گذاشته است.
در میان حیاط حوض بزرگی است و میان حوض و ایوان شرقی در حیاط مسجد آبخوره‌ای است که ده پله باید پائین رفت و تا به قنات خمارتاش رسید. در اینجا آب قنات از وسط آبخوره می‌گذرد و به طرف جنوب شهر می‌رود و بیرون دروازه شاهزاده حسین آفتابی می‌شود. ۰

## موزه سنگ و سفال
در اردیبهشت سال ۱۳۹۲ سازمان میراث فرهنگی، صنایع دستی و گردشگری استان قزوین ضمن مرمت مناره غربی مسجد جامع موزه سنگ و سفال را در شبستان غربی این مسجد تاریخی افتتاح کرد. در این موزه انواع سفالینه‌ها، سنگ نگارهها، ارسی، کاشی و انواع گچ بریها در معرض دید علاقه‌مندان قرار گرفته است.

## نگارخانه

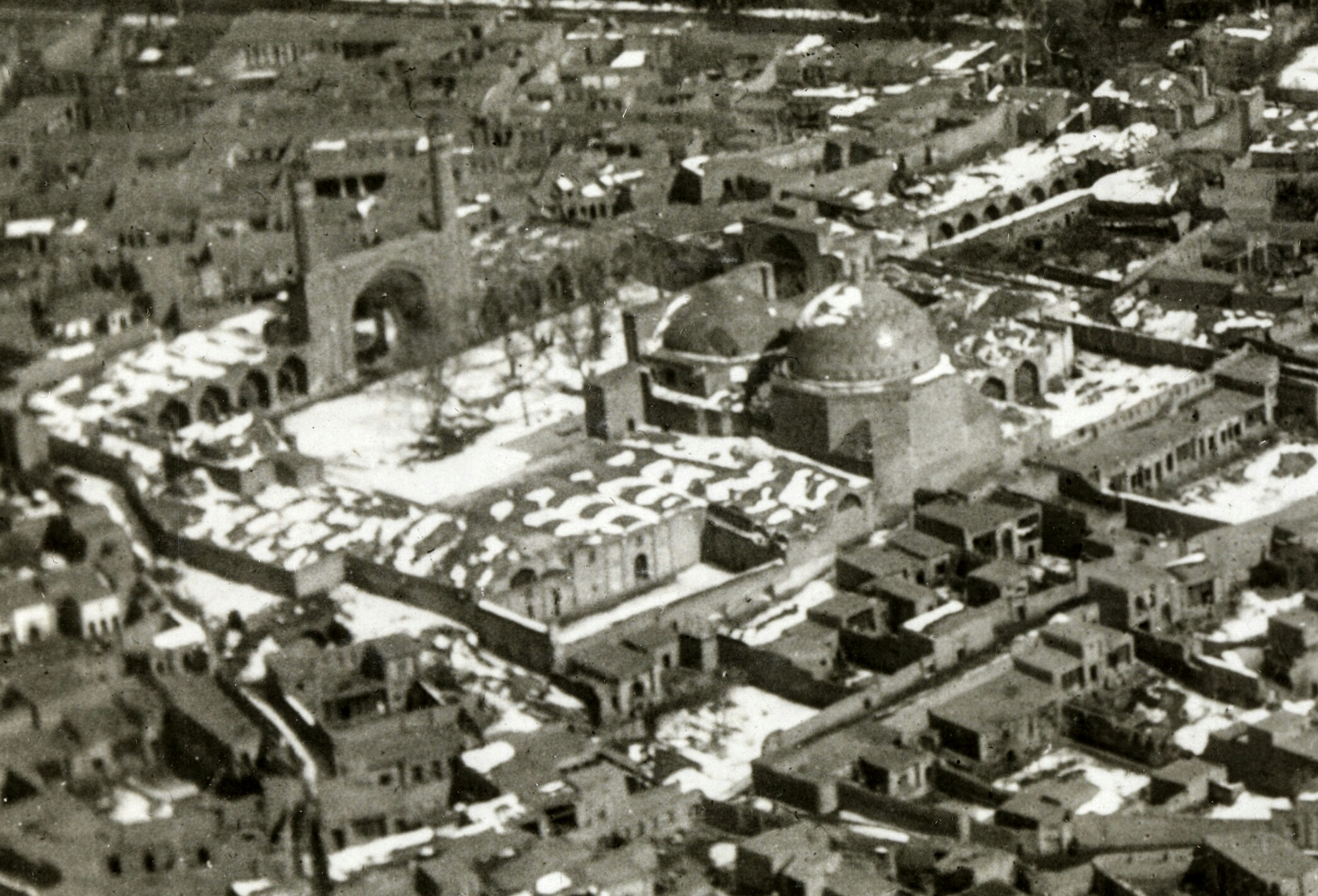
در پایان دوره قاجار
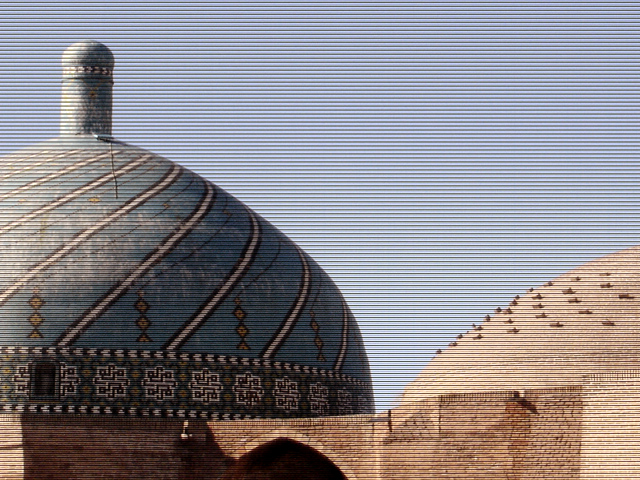
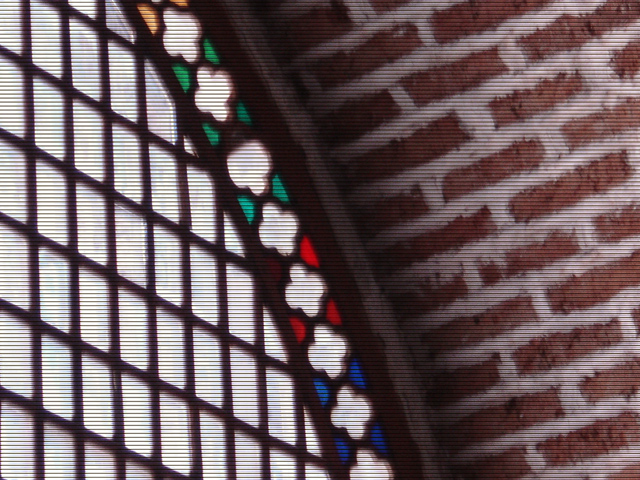
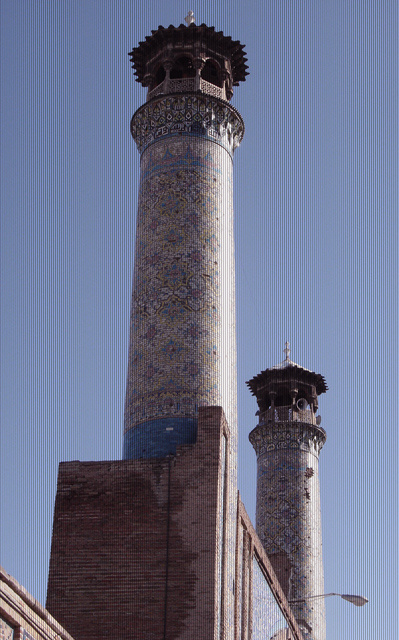
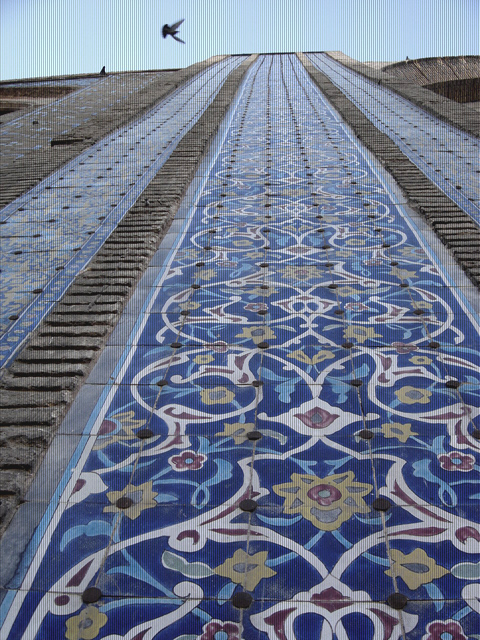
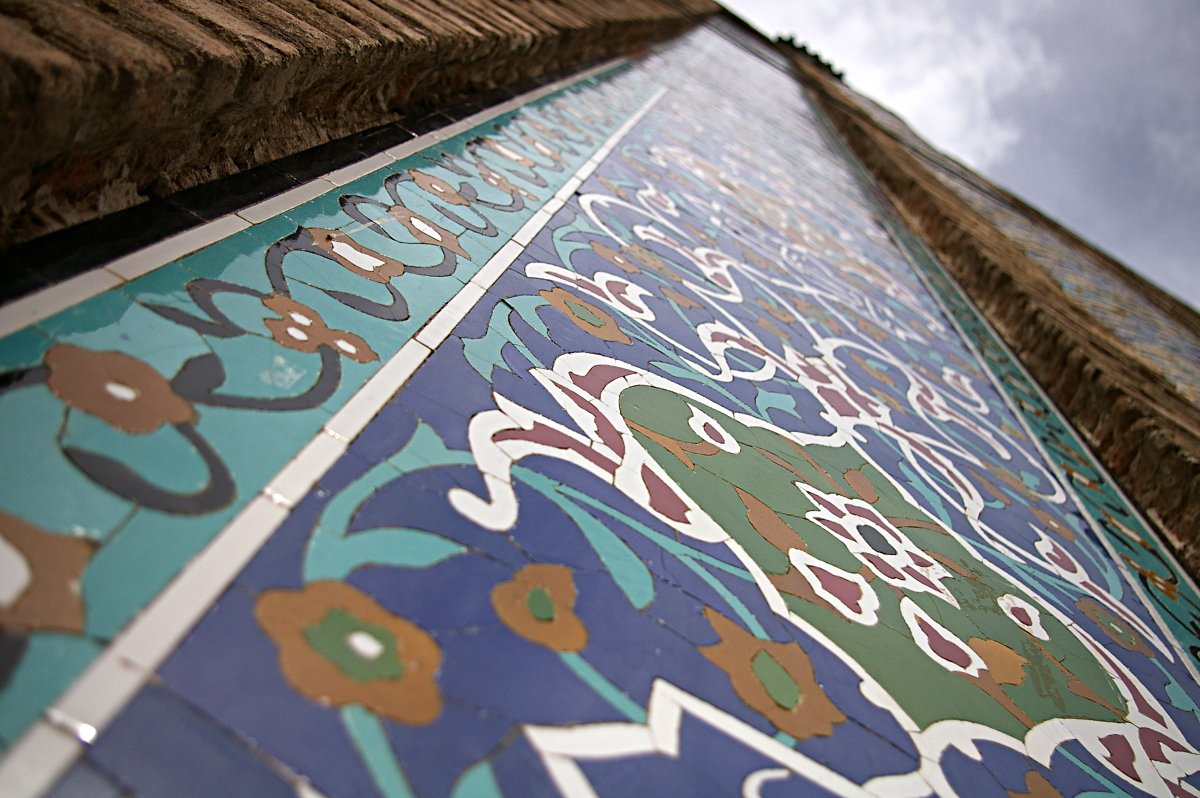
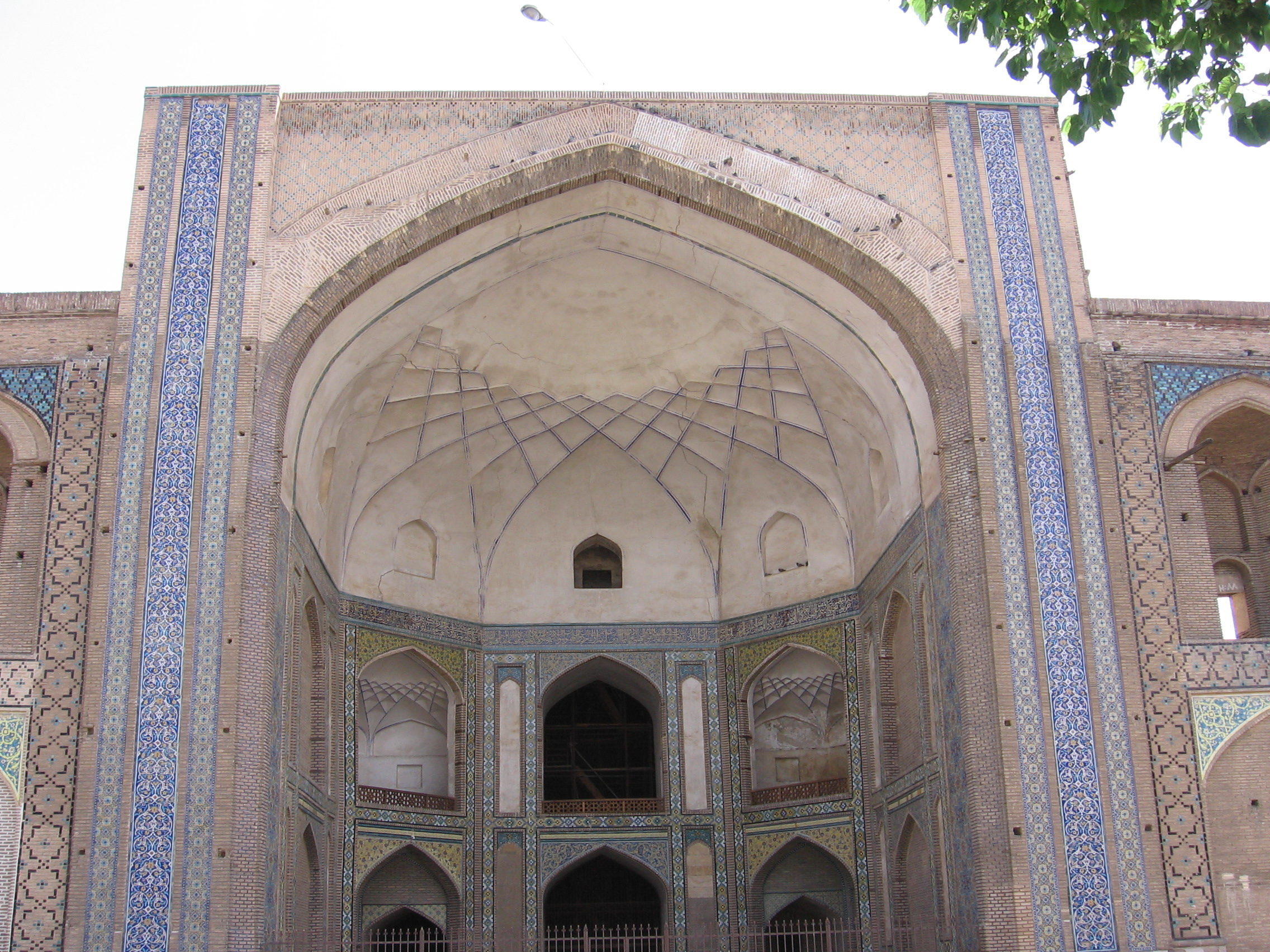
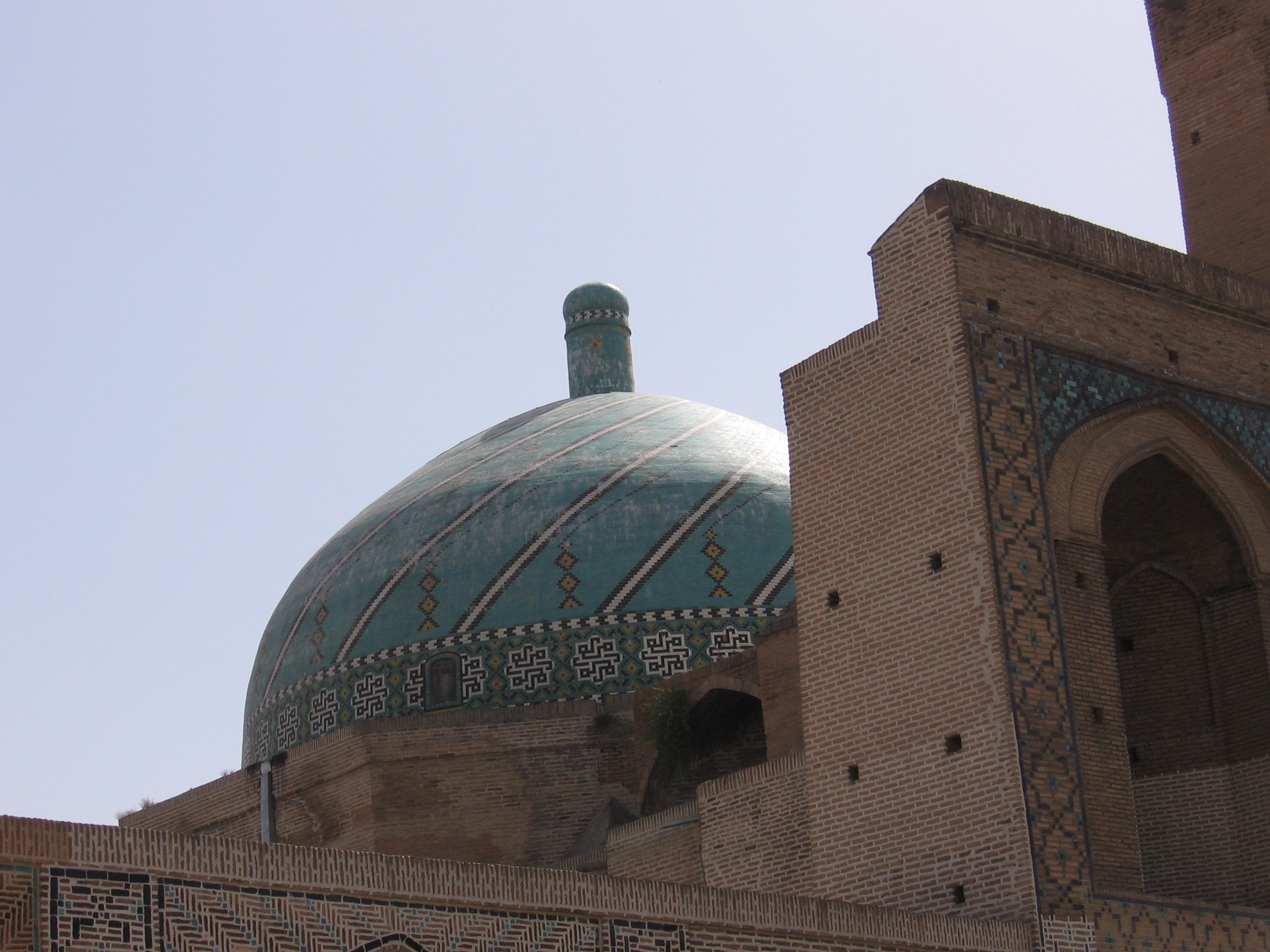
گنبد مسجد جامع
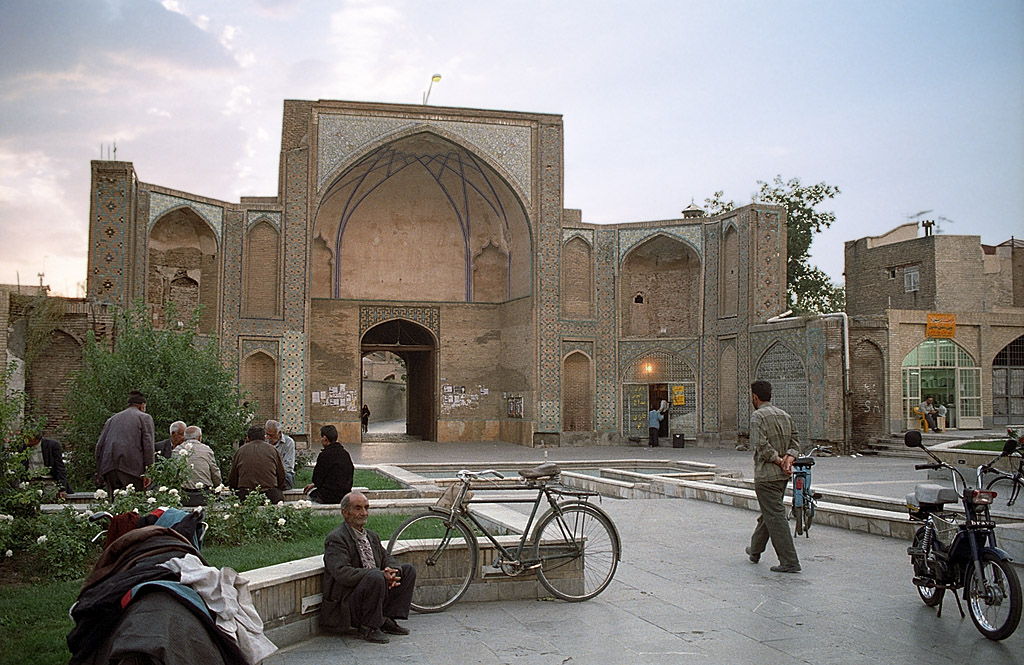
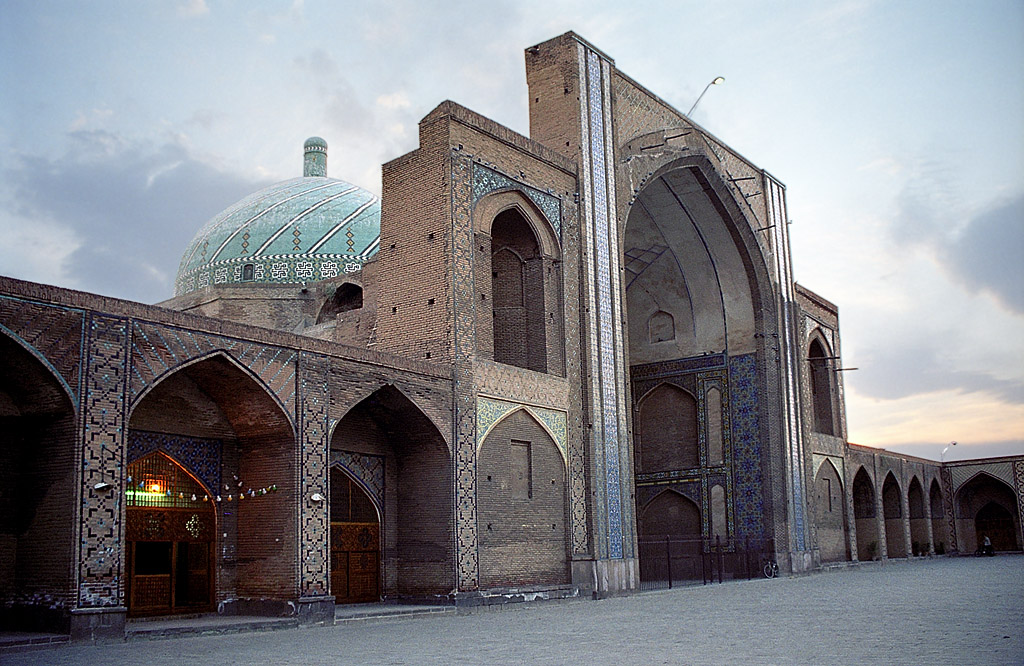
ایوان اصلی مسجد جامع، ساخته‌شده در دورهٔ سلجوقی

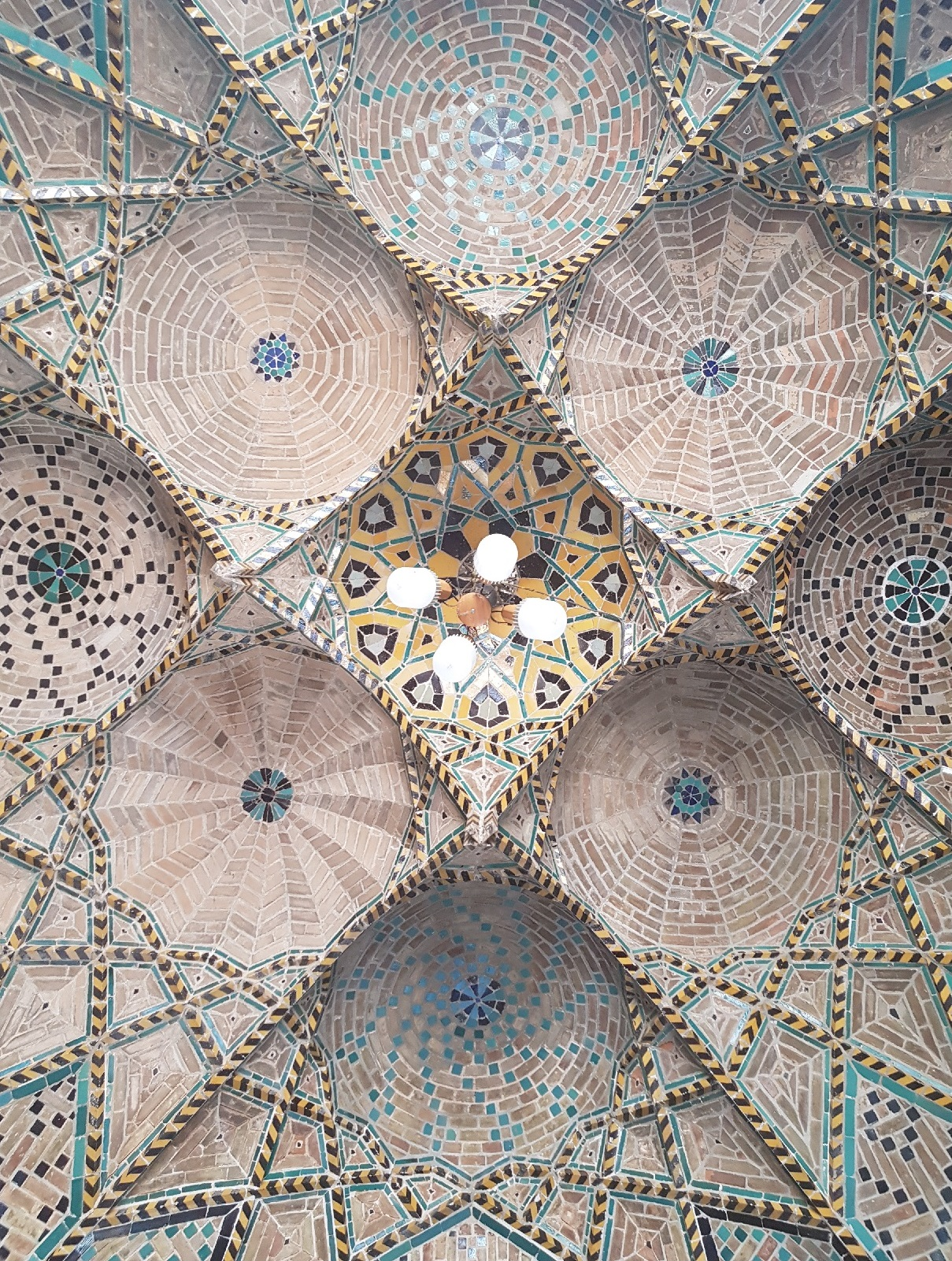
کاشی کاری طاق ورودی مسجد جامع قزوین

## جستارهای مربوطه
- مسجد النبی قزوین
- آتشکده زیرین مسجد جامع قزوین